# Asociación de Hospitales de Baja California, A.C.
Asociación de Hospitales de Baja California, A.C. es una organización en la ciudad de Tijuana.

## Historia
La Asociación de Hospitales de Baja California, A.C., es un organismo constituido bajo las normas mexicanas el 4 de mayo de 1993. Sus antecedentes datan del año 1984 donde el 26 de marzo se forma la Asociación de Hospitales, Sanatorios, Maternidades y Clínicas Particulares de Tijuana, A.C., este primer organismo surge por la necesidad de formar un bloque común para defender los intereses de los Asociados ante las normativas que había en ese entonces por parte de la Autoridad.
En el año 1988 se crea la Cámara Nacional de Hospitales que se encontraba en la capital de la República Mexicana.
En 1992 por decreto en el diario oficial se da por terminado las actividades de las Cámaras Nacionales, por lo que dado a la unión que ya existía dentro de nuestros asociados se decide formar una nueva agrupación denominada Asociación de Hospitales de Baja California, A.C., ya que la asociación formada en el año de 1984 se encontraba inactiva.
Siendo así, los bienes que pertenecían a la Cámara Nacional de Hospitales, y por mayoría de votos se transfieren a nuestra actual asociación.